# Vini tipici bergamaschi
I vini prodotti sul territorio bergamasco riconosciuti come DOCG o DOC sono il Valcalepio Rosso, Valcalepio Bianco e Moscato di Scanzo. 
Nella provincia di Bergamo le zone coltivate a vite sono generalmente concentrate nelle regioni collinari immediatamente a ridosso del capoluogo.

## Storia
Le prime tracce della presenza del vino nella bergamasca risalgono alla notizia della piantagione di viti in quel di Scanzo da parte dei militi romani, vite che impiegava almeno tre o quattro anni per fruttificare e richiedeva quindi notevoli sforzi e passione. Per i romani la cultura della vite a Bergamo diventò così importante che fu dedicato un tempio a Bacco nell'antico borgo di San Lorenzo.
Nel 569 i Longobardi invasero la città costringendo la gente a fuggire. Come tutti i popoli invasori, interessati principalmente a fare razzia, non si preoccuparono per niente della cura del vigneto, ma approfittarono abbondantemente del vino che precedentemente aveva prodotto. La vite, rimasta senza il coltivatore, ebbe un notevole tracollo per quanto riguarda la diffusione e la produttività. Fondamentale per la salvezza della viticoltura fu principalmente la cura che ne ebbero gli ecclesiali nelle loro proprietà. Ma anche nei secoli bui i bergamaschi non smisero mai di amare il loro vino, e nel 750 apparve per la prima volta in un atto ufficiale.
Nel 1243 vennero piantate le nuove viti lungo la strada che porta a Seriate; nel 1266 tutti coloro che possedevano fino a tre pertiche di terreno vennero obbligati a piantare una vigna. L'enologia tornò alla ribalta nella cronaca del 1398 quando un gruppo di Guelfi saccheggiò le case dei Ghibellini di Scanzo.
Quando poi nel 1491 i Benedettini si insediarono nelle abbazie di Pontida e di San Paolo d'Argon, il vino fece un nuovo salto in avanti; e forse è proprio a partire da questo momento che questi due paesi divennero i centri enologici più importanti della bergamasca. Probabilmente fu proprio tra il 1400 e il 1600 che i vini della provincia vennero collocati sul mercato milanese dove acquisirono ampi consensi. 
A partire dal 1700 però le cose cambiarono: la viticoltura venne in parte sostituita dalla produzione di bachi da seta e gelsi; il vino diminuì ma la popolazione continuò ad aumentare ed il vino dovette quindi essere importato da altre regioni. Nel 1746 nacque poi a Bergamo la prima accademia agricola italiana, l'Accademia degli Arvali, che ebbe il merito di indirizzare nel modo giusto la pubblica amministrazione nella gestione dei terreni agrari. Successivamente, l'una nel 1868 e l'altra nel 1873, nacquero anche i Comizi Agrari e la prestigiosa scuola di Grumello del Monte; questi ultimi sorsero però in un periodo poco favorevole: nel 1886 giunse da Milano e da Como la fillossera, un insetto che in poco tempo distrusse tutti i vigneti.
Ma la popolazione e tanto meno la Scuola di Grumello del Monte non si diedero per vinti e si diedero da fare per la ricostruzione dei vigneti, allargandone la superficie ai 70 km attuali.
Dal 1950 in poi la Camera di Commercio si fece promotrice di una vasta innovazione in viticoltura incentivando principalmente gli impianti di Merlot, Barbera, Incrocio Terzi n.1, Marzemino gentile e Schiava grossa. Si costituirono due cantine sociali, una a Pontida (la Val San Martino), che iniziò a funzionare nel 1959, e l'altra a San Paolo d'Argon (la Bergamasca) nel 1960. Da quel momento, a causa dell'eccessiva industrializzazione, la superficie dedicata a vigneto si ridusse di ben quattro volte; ma fu proprio allora che gli impianti e la tecnica enologica vennero migliorati.
L'enologia bergamasca è quindi giovane e i suoi vini riscuotono oggi grande successo sul mercato.